# Karin Illgenová
Karin Illgenová (* 7. dubna 1942, Greifswald, Meklenbursko-Přední Pomořansko) je bývalá východoněmecká atletka, jejíž specializací byl hod diskem.
V roce 1968 reprezentovala na letních olympijských hrách v mexickém Ciudad de México, kde skončila ve finále na 10. místě. O rok později vybojovala na evropském šampionátu v Athénách bronzovou medaili. V roce 1970 získala zlatou medaili na světové letní univerziádě v italském Turíně, kde zvítězila výkonem 62,04 m.